# Trei întâlniri
Trei întâlniri (titlul original: în rusă Три встречи, transliterat: Tri vstreci) este un film sovietic dramatic realizat în 1948, compus din trei scurte povestiri ale regizorilor Aleksandr Ptușko, Vsevolod Pudovkin și Serghei Iutkevici. 
Protagoniști sunt actorii Tamara Makarova, Boris Chirkov, Nikolay Kryuchkov și Iulia Borisova.

## Conținut
Filmul este alcătuit din scurte povestiri despre participanții la Marele Război pentru Apărarea Patriei, care s-au întors de pe front și au reintrat în viața pașnică. Eroii filmului sunt soldați: maiorul Kornev, maistrul Samoseev, viitorul președinte al unui colhoz; locotenentul Rudnikov, care așteaptă expediția din Arctica și locotenentul Bela Muhtarova, pregătindu-se să meargă cu grupul geologilor în est ...

## Distribuție
- Tamara Makarova[1] — Olimpiada Samoseeva
- Boris Chirkov — Nikanor Samoseev
- Nikolay Kryuchkov — Maksim Kornev
- Iulia Borisova — Oksana
- Iuri Liubimov — Rudnikov
- Klara Luciko — Bela Muhtarova, geolog
- Aleksandra Panova — Solomoniha
- Mihail Troianovski — Fadeici
- Aleksandr Hvîlia — Hodorov
- Aleksandr Șatov — Minski
- Leonid Kmit — directorul
- Mihail Derjavin — rol episodic
- Andrei Tutîșkin — rol episodic
- Gheorghi Iumatov — strungarul
- Inna Fedorova — dactilografa